# Relentless (album de Pretenders)
Pour les articles homonymes, voir Relentless.
Albums de Pretenders
Hate for sale
(2020)
Relentless est le douzième album studio du groupe de rock anglo-américain The Pretenders, sorti le 15 septembre 2023 chez Parlophone. C'est le premier album des Pretenders publié par Parlophone. Il a été précédé du premier single Let the Sun Come In.
Le groupe a commencé sa tournée Relentless le 12 mai, qui comprend le Royaume-Uni et l'Irlande ainsi que diverses dates en Europe, aux États-Unis et au Canada jusqu'en octobre 2023.
Trois titres ont été publiés avant la sortie de l'album : Let the Sun Come In, I Think About You Daily et A Love. La sortie de l'album a été reportée du 1er au 15 septembre en raison de retards de production.

## Contexte et écriture
Chrissie Hynde et le guitariste James Walbourne ont écrit les chansons ensemble à distance.

« Nous avons développé cette méthode de travail à distance et il semblait [naturel] que nous continuions à le faire pour cet album. C'est quelque chose que nous avons perfectionné au point d'en faire un art au cours des dernières années. Il propose toujours quelque chose auquel je n'aurais pas pensé moi-même »

— Chrissie Hynde
C'est le deuxième album qu'ils écrivent ensemble, après Hate for sale sorti en 2020.

## Enregistrement
Relentless a été enregistré aux Battery Studios et au Studio Bruxo à Londres et produit par David Wrench. Parmi les musiciens, on remarque Carwyn Ellis aux claviers et à la guitare, Kris Sonne à la batterie et les bassistes Chris Hill et Dave Page.
Le dernier morceau, I Think About You Daily, comprend un arrangement de cordes composé et dirigé par Jonny Greenwood de Radiohead.

« J'ai rencontré Jonny à plusieurs reprises et nous sommes évidemment de grands fans de lui, car il a fait de la musique incroyable au fil des ans. Je l'ai vu à la première de Phantom Thread, où le film était projeté à l’écran avec un orchestre jouant en direct. Nous avons parlé par la suite et il a exprimé son intérêt pour faire quelque chose [ensemble] un jour. J'étais ravie et très surprise. Lorsque nous avons eu l'idée de faire jouer des cordes sur I Think About You Daily, il a été notre premier choix. Une légende ! »

— Chrissie Hynde

« Ce fut un véritable honneur de composer les cordes pour Chrissie. L'arrangement s'est écrit tout seul grâce à sa voix. Elle est l'une des plus grandes chanteuses de la musique populaire, et sa passion incessante pour la création a été une expérience inspirante du premier e-mail à la dernière note de l'enregistrement. »

— Jonny Greenwood

## Liste des pistes
Toutes les chansons sont écrites et composées par Chrissie Hynde et James Walbourne.
| Relentless | Relentless               | Relentless | Relentless | Relentless | Relentless | Relentless | Relentless | Relentless | Relentless |
| No         | Titre                    | Durée      |            |            |            |            |            |            |            |
| ---------- | ------------------------ | ---------- | ---------- | ---------- | ---------- | ---------- | ---------- | ---------- | ---------- |
| 1.         | Losing My Sense of Taste | 4:13       |            |            |            |            |            |            |            |
| 2.         | A Love                   | 3:25       |            |            |            |            |            |            |            |
| 3.         | Domestic Silence         | 4:03       |            |            |            |            |            |            |            |
| 4.         | The Copa                 | 4:03       |            |            |            |            |            |            |            |
| 5.         | Promise of Love          | 3:10       |            |            |            |            |            |            |            |
| 6.         | Merry Widow              | 4:44       |            |            |            |            |            |            |            |
| 7.         | Let the Sun Come In      | 3:53       |            |            |            |            |            |            |            |
| 8.         | Look Away                | 3:16       |            |            |            |            |            |            |            |
| 9.         | Your House Is on Fire    | 3:45       |            |            |            |            |            |            |            |
| 10.        | Just Let It Go           | 5:14       |            |            |            |            |            |            |            |
| 11.        | Vainglorious             | 2:48       |            |            |            |            |            |            |            |
| 12.        | I Think About You Daily  | 6:25       |            |            |            |            |            |            |            |
| 48:59      |                          |            |            |            |            |            |            |            |            |

## Personnel
Adapté des notes de pochette de l'album.
Pretenders
- Chrissie Hynde – chant, guitare électrique (1, 2, 7, 11), claquements de doigts (5), chœurs (6, 10, 11)
- James Walbourne – guitare électrique (1–4, 6–11), basse (1, 2, 9–11), chœurs (1–5, 7, 9, 11), Mellotron (5, 9, 10), piano (5, 12) ; orgue, claquements de doigts (5) ; guitare EBow, piano Rhodes, clavier Logan String Melody (9)
- Carwyn Ellis – guitare acoustique (1, 4, 8, 10), orgue (3, 6) ; Mellotron (6, 12), Ace Tone (6)
- Chris Hill – basse (3-6), contrebasse (8, 12)
- Dave Page – basse (7, 11)
- Kris Sonne – batterie (1–8, 10-12), tambourin (6, 10), chœurs (1, 4), claquements de doigts (5)

Musiciens supplémentaires
- David Wrench – bongos (4), claquements de doigts (5), chœurs (7) ; synthétiseur Moog One, boîte à rythmes Tempest, effets Space Echo (9)
- Jonny Greenwood – arrangement pour cordes (12)
- Ensemble de cordes (12)

Techniciens
- David Wrench – production, mixage
- Matt Colton – mastering
- Grace Banks – Ingénieur du son
- Ed Farrell – assistance technique
- Jamie Sprosen – assistance technique
- Graeme Stewart – prise de son des cordes (12)
- Omri Katan – assistance technique prise de son des cordes (12)
- Stuart Crouch Creative – conception, création artistique
- Solus – graffiti de la couverture